# Claas Relotius

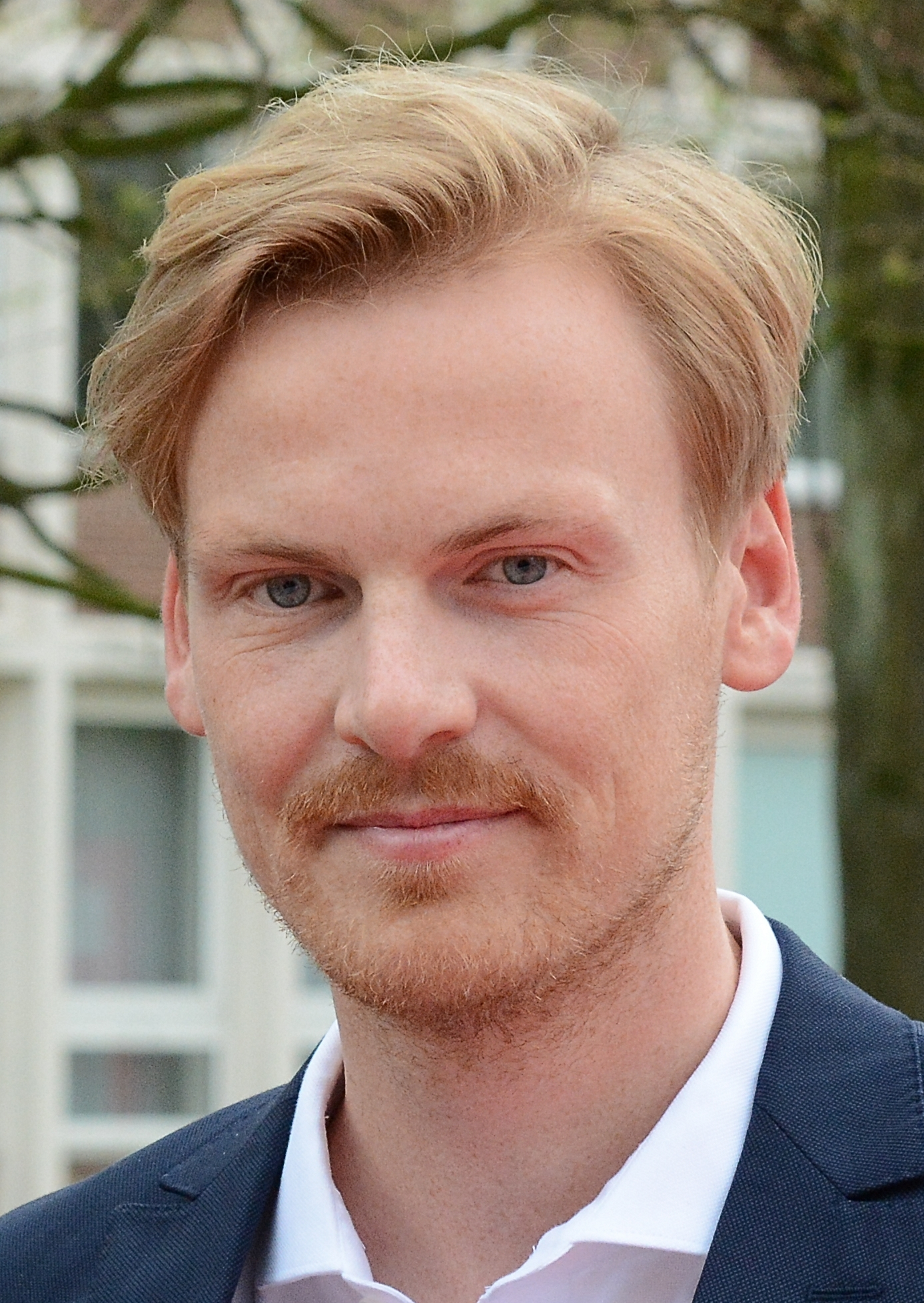
Claas Relotius (2018)

Claas-Hendrik Relotius (* 15. November 1985 in Hamburg) ist ein deutscher Autor, der bis 2018 als Journalist tätig war. Er schrieb vorwiegend für den Spiegel, seine Reportagen wurden vielfach ausgezeichnet. 2018 wurde bekannt, dass er große Teile seiner Reportagen und Interviews frei erfunden hatte, was einen Medienskandal auslöste.

## Leben
Relotius wuchs als Sohn einer Lehrerin und eines Ingenieurs für Wasserwirtschaft in Rosengarten südlich von Hamburg auf. Er studierte Politik- sowie Kulturwissenschaft in Bremen und Valencia. Von 2009 bis 2011 absolvierte er ein Masterstudium an der Hamburg Media School (HMS), mit Auslandsaufenthalt in Tel-Aviv.
Relotius schrieb unter anderem für Cicero, die Frankfurter Allgemeine Sonntagszeitung, die Financial Times Deutschland, die taz, Die Welt, das SZ-Magazin, Zeit Online sowie für die Schweizer Publikationen Weltwoche, NZZ am Sonntag und Reportagen. Seit 2017 war er fest angestellter Redakteur des Nachrichtenmagazins Der Spiegel, für das er zuvor freiberuflich geschrieben hatte. Er galt als einer der auffälligsten Autoren der Redaktion. Das amerikanische Forbes-Magazin zählte ihn zu den herausragenden Autoren unter 30 Jahren in Europa. In den Jahren 2012 bis 2018 erhielt Relotius insgesamt 19 Auszeichnungen im Journalismus. Preisgelder spendete er im selben Zeitraum in voller Höhe an Kinderhilfsorganisationen, insgesamt 21.000 Euro.
Anfang 2023 berichteten einige Fach- und Publikumsmedien, dass Relotius für die Kreativ- und Werbeagentur Jung von Matt tätig sei.
Ende 2024 berichtete die Berliner Zeitung über sein Mitwirken an der Kanzlerkandidatur-Kampagne von Bündnis 90/Die Grünen-Kanzlerkandidat Robert Habeck zur Bundestagswahl 2025.
Im Sommer 2025 bestätigte Agentur-Gründer Jean-Remy von Matt, dass Relotius für Jung von Matt arbeitet, und bezeichnete ihn als brillanten Kreativen.

## Affäre um Erfindungen in journalistischen Texten

### Beginn der Affäre
Im Herbst 2018 arbeitete der Spiegel-Reporter Juan Moreno mit Relotius an einer Reportage über Bürgerwehren und Flüchtlingstrecks an der Grenze zwischen den USA und Mexiko. Er bemerkte Unstimmigkeiten im Text, überprüfte Angaben und teilte seinen Verdacht der Ressortleitung mit. Die Leiter des Gesellschaftsressorts reagierten skeptisch auf die Vorwürfe, woraufhin Moreno seinem Kollegen hinterherrecherchierte, Mitglieder der im Text beschriebenen Bürgerwehr in den USA besuchte, um Beweise für Erfindungen zu sammeln und die Verantwortlichen beim Spiegel zu überzeugen.
Am 17. Dezember 2018 reichte Relotius seine Kündigung ein. Am 19. Dezember 2018 ging der Spiegel mit dem Fall an die Öffentlichkeit. Claas Relotius habe „in großem Umfang eigene Geschichten erfunden“, die das Nachrichtenmagazin abgedruckt hatte. Nach eigenen Angaben reichten Relotius’ Arbeiten von korrekt recherchierten Texten über die Erfindung von Figuren, Szenen, Zitaten und anschaulichen Details bis hin zu komplett erfundenen Geschichten.

### Reaktionen und journalistische Debatte

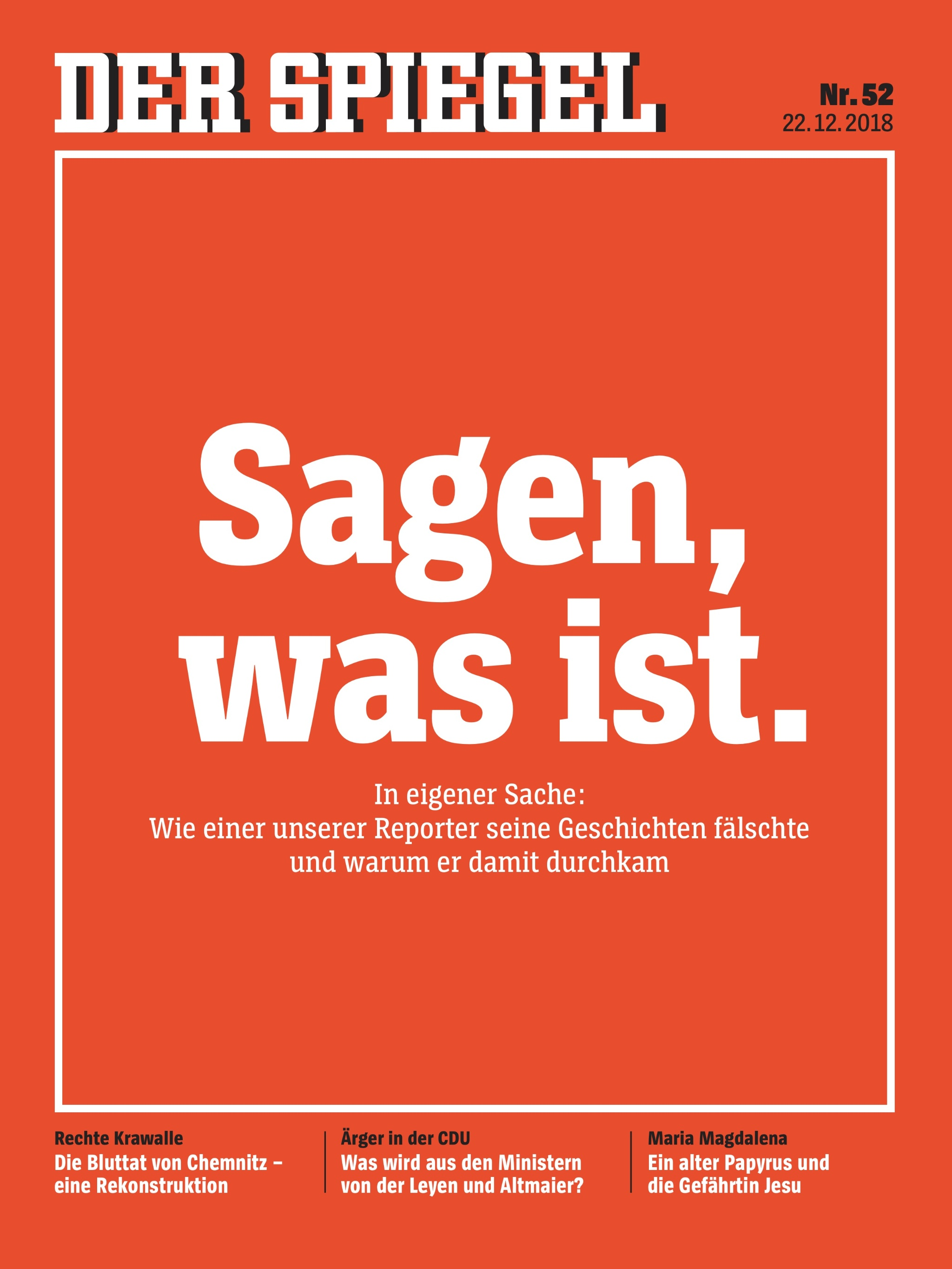
Titelseite der Spiegel-Ausgabe Nr. 52/2018 zum Fall Relotius mit dem Leitspruch „Sagen, was ist.“ des Gründers Rudolf Augstein

Der Spiegel bat öffentlich um Entschuldigung. Der designierte Chefredakteur Ullrich Fichtner kündigte an, die Affäre durch eine auch mit externen Mitgliedern besetzte Kommission aufklären zu lassen. Die Journalisten Brigitte Fehrle, Clemens Höges (stellvertretender Chefredakteur des Spiegel) und Stefan Weigel (stellvertretender Chefredakteur der Rheinischen Post) wurden beauftragt zu untersuchen, weshalb die Prüfsysteme des Nachrichtenmagazins nicht gegriffen haben, und ihre Ergebnisse öffentlich zu dokumentieren.
In einem offenen Brief vom 22. Dezember 2018 schrieb der designierte Spiegel-Chefredakteur Steffen Klusmann von erheblichem hauseigenen Versagen. Der Vorgang sei „so irre, so dreist und so absurd, dass einem die Verfehlungen im Nachhinein geradezu ins Gesicht springen“. Am 28. Dezember 2018 zog die Chefredaktion personelle Konsequenzen. Klusmann kündigte an, dass Ullrich Fichtner (Chefredakteur) und Matthias Geyer (Blattmacher, Ressort Gesellschaft)  „ihre neuen Verträge erst mal aussetzen und ruhen lassen“ würden, bis eine hausinterne Kommission die Affäre „abschließend untersucht“ habe.
Der US-Botschafter in Deutschland Richard Grenell forderte eine unabhängige Untersuchung, weil u. a. über amerikanische Orte falsch berichtet worden war, und warf dem Spiegel Antiamerikanismus vor. In den Vereinigten Staaten griffen Medien den Fall auf. Er wurde zum Anlass für Medienkritik und Analysen der transatlantischen Beziehungen genommen. Der US-amerikanische Journalist James Kirchick schrieb in faz.net, der Spiegel verbreite „seit langem schon einen kruden und sensationslüsternen Antiamerikanismus“.
Der Medienwissenschaftler Bernhard Pörksen stellte fest, der Fall Relotius erzwinge eine Debatte über die Ethik des Erzählens im Journalismus. Stilmittel wie in der Literatur seien zwar erlaubt, aber die Inhalte müssten stimmen.
Stefan Niggemeier, selbst ehemaliger Spiegel-Autor, attestierte dem Magazin im Zusammenhang mit dem Fall Relotius eine „gefährliche Kultur des Geschichten-Erzählens“. Niggemeier wies auch darauf hin, dass es sogar in journalistischen Lehrbüchern als legitim angesehen werde, in Reportagen das Reden und Handeln mehrerer Personen „in einer einzigen Figur zu verdichten“. Die als akribisch geltende Dokumentationsabteilung habe sich von Relotius’ „wirklich in großer Perfektion geschriebenen Texten berauschen lassen“. Dadurch sei ein Mythos zusammengebrochen.
In der Welt schrieb Christian Meier, Relotius vermöge mit Sprache umzugehen wie kaum jemand sonst in seiner Generation. Seine Reportagen „waren fast immer spektakulär, extrem gut komponiert und geschrieben“. Er habe sein Talent missbraucht. Es gebe in der Geschichte nur Verlierer.
Georg Altrogge kritisierte, das Magazin sei dafür bekannt, Lesern zu suggerieren, seine Reporter seien unmittelbare Zeugen des Geschehens oder könnten sich auf Informationen aus erster Hand berufen; dafür sei „das Magazin häufig in die Kritik geraten, vor allem aufgrund des tendenziösen Charakters solcher oft nicht einmal gegendarstellungsfähiger Passagen“.
Jörg Thadeusz, ehemaliger Moderator bei Verleihungen von Journalistenpreisen und Juror beim Deutschen Reporterpreis, kommentierte, bei der Auswahl für Journalistenpreise sei es ihm „oft so vorgekommen, als stünde ein gewisses Weltbild fest“. Einen Preis erhalte, wer dieses Bild „mit einer süffigen Geschichte möglichst prachtvoll bestätigt“. Ähnlich mutmaßte Dagmar Rosenfeld, zu dieser Zeit Chefredakteurin der Welt am Sonntag, dass Relotius’ Geschichten in das Weltbild der Redaktion passten. „Relotius hat aufgeschrieben, was sein soll. […] So gesehen hatten die Texte von Relotius etwas Tröstliches. Nur ist es nicht Aufgabe des Journalismus, zu trösten.“
Für den Zeit-Journalisten, Literaturwissenschaftler und Philosophen Thomas Assheuer treffen sich in Relotius’ Werken sowohl die konservative als auch die postmoderne Theorieschule: „Die konservative Schule behauptet, man könne den Selbstlauf der modernen Gesellschaft nur ertragen, indem man ihre Modernisierungsschäden durch tröstende Erzählungen kompensiere. Die postmoderne Denkschule behauptet, die Realität existiere gar nicht, sie sei ein Konstrukt – und Konstrukte solle man besser nicht anrühren, denn am Ende mache man sie noch kaputt.“ Assheuer bezeichnete Relotius weiter als „Genie der Einfühlung“, er habe Redaktion und Leser glücklich gemacht. „Der Superstar war kein Berichterstatter; er war ein Dichtergott, der seine Figuren durch die eigene Schöpfung spazieren führte […] Und weil er sich mit seiner Schöpfung auskannte, konnte der Weltbaumeister sie wunderschön erzählen.“
In der ZEIT wies der Autor Konstantin Richter auf Reporter wie Gay Talese oder Hunter S. Thompson hin, die ihre Subjektivität als poetische Wahrheit feierten. Sie verfassten „detailverliebte Rekonstruktionen von Szenen, die sie nicht selbst erlebt hatten. Sie gaben die Träume und intimsten Erinnerungen ihrer Protagonisten wieder. Sie machten aus drei Personen eine einzige, weil sie meinten, dass die Verknappung am Ende ausdrucksstärker sei als die schnöde Wirklichkeit […] Relotius hatte in seinen großen Geschichten immer Protagonisten, die wirkten wie Romanfiguren, da waren tolle Szenen und ein ganz eigener Ton. Es war kein Zufall, dass die Protagonisten immer Musik hörten, der Sound war wichtiger als die Wahrhaftigkeit.“
Michael Angele schrieb: „Wenn ich die Reaktionen auf den Fall Relotius Revue passieren lasse, dann scheint mir, als würde man alles Schwierige, Anspruchsvolle, Holprige am liebsten an die Literatur delegieren. Und nur noch reine ‚news‘ verkaufen wollen. Eine Reportage ohne literarische Mittel kann ich mir allerdings nur als Statistik vorstellen, und selbst die würde im Kontext einer Zeitung zur Literatur.“ Angesprochen sei also das Formbewusstsein. „Wer eine Zeitung liest, liest Formen, Gattungen, Genres. Er liest nicht einfach die nackte Wahrheit.“
Die Medienwissenschaftlerin Joan Kristin Bleicher warnte vor der „naiven Auffassung, Realität sei medial abbildbar und Medieninhalte ein reines Abbild der Realität“. Die Reportage sei traditionell eine Gattung, die Fakten mit narrativen Elementen aufbereite, Relotius habe auf diese Darstellungsform zurückgegriffen. „Ich ordne Relotius der Traditionslinie des New Journalism zu. Ihr Begründer Tom Wolfe betonte die Möglichkeit, Wirklichkeit als Erzählung zu vermitteln.“ Mehrere Medien zogen denselben Vergleich.
In der Debatte um Fake und Fiktion verglichen Medien den Fall Relotius mit dem Fall des Schriftstellers Robert Menasse, der in mehreren politischen Essays Walter Hallstein eine Rede auf dem Gelände des Vernichtungslagers Auschwitz angedichtet hatte, um für die Idee einer „Europäischen Republik“ einzutreten. In seinem Text „Dürfen Dichter lügen?“ griff auch der Philosoph Konrad Paul Ließmann diesen Vergleich auf und unterstellte sowohl Relotius als auch Menasse „Thesen und Texte aus einem Geist der redlichen Überzeugung“. Im Focus bezeichnete Ulrich Reitz beide Fälle als „politisch motiviert“. Er verglich Relotius und Menasse mit Jurek Beckers „Jakob der Lügner“, der seine KZ-Mithäftlinge mit der Lüge so lange wie möglich am Leben erhielt, die Befreiung vom Nationalsozialismus stünde unmittelbar bevor. „Gelogen wird eben nicht nur aus Angst, Boshaftigkeit, Spottlust, Vorteilsstreben oder moralischer Verwahrlosung, sondern nicht selten aus Freundschaft, Anstand oder Liebe.“ Darin liege das Giftige am Fall Relotius: „Am Verdacht, es könne ein ehrenwertes und also von Schuld entlastendes Motiv geben für Irreführung.“
Das Magazin Journalist berichtete Ende Februar 2019, Texte von Relotius seien neben dem Spiegel auch von dreizehn weiteren Redaktionen oder Redaktionsverbünden veröffentlicht worden. Acht davon hätten Fehler in den veröffentlichten Texten gefunden.
In seinem Essay Am Anfang war die Story argumentierte der Soziologe Stefan Schulz, Relotius könne wunderschön schreiben. „Er hat Geschichten erschaffen, die unseren Wünschen entsprachen, und damit ist er der Wirklichkeit manchmal nähergekommen, als ihm das mit einem – nämlich einseitigen – Tatsachenbericht gelungen wäre […] Auszeichnungen für seine Arbeit zeigen, dass er seine Leser zwar nicht gut informiert, aber tief berührt hat. Er hat sich als Autor aus dem Bild genommen und seine Leser glauben lassen, dass sie unmittelbar erfahren, was er angeblich erlebte. Das ist Kunst.“
Zwei Jahre nach der Affäre konstatierte der Medienwissenschaftler Michael Haller, dass der Erzähljournalismus in die Krise geraten sei. Subjektives Erzählen werde zur Diskussion gestellt. Die erlebnisstarken Reportagen der Vergangenheit könnten mit den heute gültigen, neuen Regeln nicht mehr veröffentlicht werden. Die aktuellen Texte läsen sich „verklemmt und verzagt“. Reporter würden „lieber fakten- als empfindungsreich, lieber berichtend als erzählend, lieber distanziert als engagiert“ schreiben. Mit der Neuauflage seines Reportagen-Lehrbuchs (die 1. Auflage erschien 1987) ging Haller in die Offensive und trat leidenschaftlich für die Reportage als „Kunstform“ ein, um das Genre von anderen Textsorten abzugrenzen.

### Bericht der Aufklärungskommission
Am 24. Mai 2019 veröffentlichte Der Spiegel den 17-seitigen Abschlussbericht der im Dezember 2018 einberufenen Aufklärungskommission um Brigitte Fehrle, Clemens Höges und Stefan Weigel. Die Kommission berichtete von etlichen Hinweisen (von außen und aus dem Kollegenkreis) darauf, dass manche Spiegel-Kollegen in ihren Texten nicht immer journalistisch korrekt arbeiteten.
Es handele sich dabei um Verfälschungen, wo Tatsachen nicht korrekt oder nicht vollständig dargestellt worden seien, „entweder aus dramaturgischen Gründen, weil sich eine Geschichte geschmeidiger erzählen lässt, wenn man beim Beschreiben nicht ausschließlich an Fakten gebunden ist, oder aus weltanschaulichen Gründen, weil sich eine Geschichte stringenter erzählen lässt, wenn man widersprüchliche Fakten weglässt. Die Kommission hat bei ihren vielen Gesprächen mit Redakteuren, Dokumentaren und Justiziaren den Eindruck gewonnen, dass es sich hier nicht nur um gelegentliche Ausreißer handelt, sondern zum Teil um unterschiedliche Auffassungen davon, was in einem journalistischen Text noch zulässig ist und was nicht.“
Die Kommission legt zusammen mit ihrem Abschlussbericht einige Veränderungsvorschläge vor. Dazu gehört, dass in Geschichten nicht nur die Fakten stimmen, sondern auch Dramaturgie und Abläufe die Wirklichkeit wiedergeben müssen. Auch für die Dokumentationsabteilung des Spiegel soll es neue Regeln geben. So soll unter anderem jede Woche eine Geschichte per Zufallsprinzip ausgewählt werden, die „erweitert verifiziert“ wird. Außerdem müsse jeder Reporter „seine Recherche lückenlos dokumentieren“ und seine Unterlagen von der Dokumentationsabteilung „mindestens zwei Jahre aufbewahrt werden“.
Der Medienjournalist Stefan Niggemeier lobte am selben Tag die schonungslose Kritik und bezeichnete den Bericht gleichzeitig als „verheerend“ für den Spiegel. Am furchtbarsten sei die Schilderung der Redaktionskultur im Haus, „die kaum weiter entfernt sein könnte von dem nach außen getragenen Anspruch“.
In der Taz kritisierten die ehemaligen Spiegel-Redakteure Horand Knaup und Hartmut Palmer am 28. Mai den Bericht: „Schon der Titel, ‚Der Fall Relotius‘, ist falsch. Zutreffender wäre ‚Der Fall Spiegel‘ gewesen. Der neue Report widerlegt nämlich die bis dahin verbreitete Version, das Magazin sei Opfer des raffinierten Tricksers Relotius geworden. Der Bericht ist vielmehr ein erschütterndes Dokument über das Verständnis von Journalismus in einem der führenden deutschen Medienhäuser, aber auch in den Ausbildungsstätten der Branche. So heißt es dort: ‚Die Reportage wurde zur ›Königsdisziplin‹ erklärt. Journalistenschüler lernten, … Widersprüchliches und Sperriges wegzulassen, schwarz-weiß zu erzählen, Grautöne zu meiden, die Wirklichkeit der Dramaturgie unterzuordnen.‘ Oder auch: ‚Die Erzählweise, die in Reportageseminaren, zum Beispiel dem des ›Reporterforums‹, gelehrt wurde und wird, bedient sich dabei aus dem Werkzeugkasten des Films, der Comics und der Literatur, also der Fiktion.‘ Und schließlich steht dort noch: ‚Sie [Die Reporter] erzählten dann auch aus ihren Reportagen solche Beispiele, die dann eben mal mehr und mal weniger die wahre Geschichte verfälschten. Aber Einigkeit bestand immer, dass das erlaubt sei.‘“

### Buch von Moreno
Juan Moreno beschrieb seine Sicht des Falles in dem Buch Tausend Zeilen Lüge, das im September 2019 erschien und dessen Filmrechte Moreno bereits vor Fertigstellung des Buches, im Frühjahr 2019, verkaufte. Ein vom Spiegel abgestellter Redakteur, der zeitweise daran mitrecherchiert hatte, riet Relotius nach Erscheinen des Buches zur Klage: Moreno gebe eine Recherche vor, die es so nicht gegeben habe, er suggeriere an zentralen Stellen Insiderwissen, das in Wirklichkeit eine Farce sei, und habe sich das, was er nicht gewusst habe, ausgedacht. Hinweise auf Falschdarstellungen und Fälschungen bestätigte der Spiegel-Redakteur auch gegenüber Relotius’ Anwalt Christian Schertz.
Im Oktober 2019 wurde Moreno von der Kanzlei Schertz/Bergmann abgemahnt. Moreno habe eine Figur konstruiert und sein Buch enthalte „erhebliche Unwahrheiten und Falschdarstellungen“. Laut Nachrecherchen der Zeit hatte Moreno mit vielen der unmittelbar Beteiligten für sein Buch nicht gesprochen, auch nicht mit etlichen mit dem Fall befassten Spiegel-Mitarbeitern. Mehrere seiner Gesprächspartner sagten zudem, er habe ihnen auch nicht wie versprochen Zitate zur Autorisierung vorgelegt. Morenos Verlag bezeichnete das Vorgehen als „Versuch, mit Randfragen und Nebenschauplätzen den Reporter Moreno zu diskreditieren“.
Im Februar 2021 teilte Schertz mit, dass eine 50 Seiten umfassende Klageschrift gegen Moreno fertiggestellt sei, auch Spiegel-Mitarbeiter würden vor Gericht aussagen. Im Juni 2021 erklärte Relotius, er sehe sich nicht in der Position, Moreno zu verklagen, ohne sich selbst öffentlich zu erklären. Auch später wurde keine Klageschrift eingereicht.
Der auf dem Buch basierende Film Tausend Zeilen kam am 29. September 2022 in die deutschen Kinos.

### Interview mit Relotius
Im Juni 2021 veröffentlichte das Magazin Reportagen ein 26 Seiten langes Interview, in dem Relotius über den von ihm verursachten Medienskandal und seine psychische Erkrankung sprach. Er betonte, dass er die Fälschungen nicht wegen journalistischer Ambitionen begangen habe und dass er Karriereangebote wiederholt abgelehnt habe. Durch manisches Schreiben habe er versucht, Phasen von Realitätsverlust zu bewältigen und psychotische Zustände (Denk- und Wahrnehmungsstörungen, Halluzinationen sowie Wahnvorstellungen) zu kontrollieren, schon lange vor dem Journalismus. Relotius schilderte erste psychotische Episoden während der Zivildienst- und Studentenzeit und wiederkehrende Episoden in der Zeit seiner Tätigkeit als Reporter. Trotz dieser psychiatrischen Symptome suchte er nach eigenen Angaben damals keinen Arzt auf. Er habe wahrscheinlich kaum einen journalistisch korrekten Text geschrieben – in der unverrückbaren Überzeugung, Reportagen seien ohnehin nie Tatsachenberichte, sondern verdichtete Erzählungen. Je größer seine Verunsicherung gewesen sei, desto perfekter seien seine Texte geworden. Er habe das Gefühl gehabt, beim Schreiben falsche Gedanken unterdrücken und den Kontakt zur Realität behalten zu können. Dass er dabei journalistisch jeden Realitätsbezug verlor, habe er einfach ignoriert.
Relotius bezeichnete sein Handeln als verantwortungslos. Er habe immer wieder wahllos Texte geschrieben, die voller großer, sinnloser Fehler waren, die den Text nicht besser gemacht hätten, aber jederzeit hätten auffallen können. Gleichzeitig habe er geglaubt, er mache seine Arbeit gut. Auf den Vorwurf, im Gesellschaftsressort des Spiegel sei es um die Bestätigung von Weltbildern gegangen, antwortete er, bei den allermeisten seiner eigenen Texte hätten Weltbilder keine Rolle gespielt. Weiter sei es gerade im Gesellschaftsressort, in dem hervorragende Kolleginnen und Kollegen arbeiteten, um das Aushalten von Widersprüchen gegangen. Relotius betonte, dass sein Handeln nichts über den Journalismus oder den Spiegel aussage.
Wie durch das Interview bekannt wurde, hatten Netflix, Amazon und internationale Filmproduktionsfirmen versucht, Relotius für eine Dokumentation aus seiner Sicht zu gewinnen, was er aber ablehnte.
Die Neue Zürcher Zeitung bezeichnete das vielbeachtete Interview als Scoop und bezweifelte die Darstellung, der Fall habe nichts mit politischem Framing und der Branche zu tun. Relotius rücke den Fokus auf seine Person, womit fragwürdige Tendenzen in der Medienbranche in den Hintergrund rückten. Der Deutsche Journalisten-Verband bezeichnete das Interview als lesenswert und Relotius’ Auskünfte als schonungslos. Allein die Frage nach den Strukturen, die ihm die Möglichkeiten verschafft haben, Dichtung und Wahrheit beliebig auszutauschen und einem Millionenpublikum zu präsentieren, bleibe unbeantwortet. Cicero schrieb, wer wirklich wissen wolle, wie die tiefen Abgründe einer dissoziativen Störung aussehen und wie einem der fest geglaubte Boden der Wirklichkeit regelrecht unter den Füßen weggezogen werden könne, dem sei dieses Interview unbedingt empfohlen.

## Textübersicht
| Medium                                 | Anzahl verfasster Artikel | Zeitraum der verfassten Artikel | von Fälschungen betroffen | Anmerkungen |
| -------------------------------------- | ------------------------- | ------------------------------- | ------------------------- | --- |
| Cicero / Cicero.de                     | 18 (davon 9 im Print)     | 2012 bis 2016                   | mindestens 1              | Cicero geht davon aus, dass die Artikel teilweise Fälschungen enthalten, und hat die Texte deshalb offline gestellt.                                                              |
| Datum                                  | 3                         | 2013 bis 2015                   | offen                     | Die Texte waren zuvor schon andernorts erschienen. |
| dpa                                    | 3                         | 2010                            | noch offen                | Die dpa hat angekündigt, die Texte zu überprüfen. |
| Financial Times Deutschland            | 10                        | 2010 bis 2012                   | 10                        | Alle Beiträge weisen Mängel auf, die gegen die gute journalistische Praxis verstoßen.                                                                                             |
| Frankfurter Allgemeine Sonntagszeitung | 3                         | 2011, 2013                      | 2                         | Teile eines angeblich von Relotius gehaltenen Interviews hat er aus einem Buch kopiert. In einem weiteren Interview sind laut dem Interviewten Teile seiner Antworten ausgedacht. |
| NZZ Folio                              | 2                         | 2014                            | mindestens 1              | Der Beitrag über eine finnische Friseurin soll mehrere grobe Unstimmigkeiten enthalten.                                                                                           |
| NZZ am Sonntag                         | 6                         | 2012 bis 2016                   | mindestens 2              | Beiträge über die Gefängnisinsel Bastoy und Blutrache in Albanien |
| Profil                                 | 5                         | 2012 und 2013                   | noch offen                | Bei den Texten handelt es sich um Interviews. |
| Reportagen                             | 5                         | 2013 bis 2016                   | mindestens 4              | Ungenauigkeiten, fehlerhafte Beschreibungen, faktische Fehler und Imaginationen                                                                                                   |
| Der Spiegel                            | 60                        | 2011 bis 2018                   | mindestens 14             | U. a. Beiträge über die politische Stimmung in Fergus Falls |
| SZ-Magazin                             | 2                         | 2015                            | beide                     | Interview mit Martin Greenfield, Interview mit zwei Woodstock-Zeitzeugen |
| Tagesspiegel                           | 2                         | 2015                            | mindestens 1              | Reportage enthält erfundene Gesprächsszenen, im Interview sind einige Passagen verdichtet.                                                                                        |
| TagesWoche                             | 1                         | 2012                            | 1                         | Reportage aus Sarajevo über die psychischen Folgen des Krieges |
| taz                                    | 11                        | 2008 und 2011                   | keine bekannt             | Es wurden Fehler in den Artikeln gefunden und manche Quellenangaben sind zu hinterfragen, was insgesamt aber als Anfängerfehler ausgelegt werden kann.                            |
| Die Welt / Die Welt am Sonntag         | 6                         | 2010 bis 2014                   | mindestens 1              | Ein im besagten Artikel beschriebenes Bestattungsinstitut existiert nicht. |
| Die Weltwoche                          | 28                        | 2012 bis 2016                   | mindestens 5              | Eine Reportage aus Beallsville, Ohio erscheint zweifelhaft. |
| ZEIT Online / ZEIT WISSEN              | 6                         | 2010 bis 2012                   | mindestens 2              | Teile des Interviews mit Austin Lynch wurden erfunden. |

### Der Spiegel
Der Spiegel ließ die rund 60 Texte „erneut verifizieren“, die Relotius für das Magazin geschrieben hatte. Bis Januar 2019 wurde rund die Hälfte überprüft. Die meisten davon waren gefälscht, enthielten Übertreibungen, Falschdarstellungen und Hinzuerfundenes oder gaben Gespräche mit Menschen vor, denen Relotius nie begegnet war. Relotius ließ über seinen Anwalt erklären, er habe „über mehrere Jahre hinweg vielfach Fakten falsch dargestellt, verfälscht und hinzuerfunden“. Zu einem im Januar 2019 übermittelten Fragenkatalog ließ er mitteilen, er sehe sich zur Beantwortung nicht in der Lage.
Die bisherigen Ergebnisse der Prüfung:
- Der Artikel Jäger (erschienen in Ausgabe 27/2018) über den Fall eines US-Amerikaners, der innerhalb von drei Jahren den Angriff einer Klapperschlange, eines Bären und eines Hais überlebt hat, ist in Teilen stark übertrieben und deckt sich nicht mit den Aussagen anderer Medienberichte dazu.
- Der Artikel Karteileiche (erschienen in Ausgabe 16/2018) über einen Rumänen, der nach dem Wegzug ins Ausland fälschlich für tot erklärt wurde und dann vergeblich versuchte, diesen Vorgang rückgängig zu machen, enthält zahlreiche Fehler und mutmaßliche Erfindungen. Der Name des Protagonisten sowie seiner Familienangehörigen ist falsch. Die Gründe der Trennung von seiner Frau sowie die Darstellung der Niederlage vor Gericht sind ebenso nicht korrekt.
- Der Artikel Letzte Ruhe (erschienen in Ausgabe 01/2018) über einen US-Amerikaner, der seinen verschollenen Sohn und dessen Bekannte in der kalifornischen Wüste sucht und nach drei Monaten tot findet, ist in erheblichen Teilen erfunden. Zahlreiche von Relotius behauptete Details, die aus einem angeblichen Gespräch mit dem Mann stammen sollen, wurden von diesem auf Nachfrage als falsch zurückgewiesen.
- Der Artikel Blindgänger (erschienen in Ausgabe 46/2015) über eine englische Frau, die einige Zeit eine Granate für eine Vase hielt und als solche nutzte, ist im Wesentlichen korrekt. Relotius hatte mit der Frau Kontakt. Faktenfehler wie die Behauptung, die Granate sei scharf gewesen, wurden von Relotius jedoch ungeprüft übernommen.
- Der Artikel Verlust (erschienen in Ausgabe 41/2015) über einen nach Deutschland geflohenen Syrer, der einen 500-Euro-Schein sowie ein Sparbuch fand und dies bei der Polizei abgab, ist nach Angaben des Spiegels „in der Sache richtig, in Details aber möglicherweise geglättet, verkürzt und vielleicht auch aus dramaturgischen Gründen geschönt“.[94]
- Die Titelgeschichte Nass (erschienen in Ausgabe 49/2018) zum Weltklimagipfel in Katowice wurde in Teilen von Relotius verfasst. Er berichtet hierfür angeblich aus Kiribati. Jedoch weisen die Flugunterlagen aus, dass er zwar nach Los Angeles geflogen war, aber nicht die Weiterreise nach Kiribati antrat. Der Text zu Kiribati enthält in Teilen auch ohne Ortsbesuch recherchierbare Fakten. Erfunden ist die Aufgabe dreier Orte auf der Insel wegen Überflutung. Bislang ist nur einer der Orte geräumt worden. Auch die Darstellung eines Mannes, der versuchte, als Klimaflüchtling anerkannt zu werden, ist in einigen Punkten falsch oder zumindest zweifelhaft.
- Die Reportage Jaegers Grenze (erschienen in Ausgabe 47/2018) über eine Bürgermiliz an der Grenze zwischen den USA und Mexiko, die letzten Endes zur Aufdeckung von Relotius’ Fälschungen führte, ist in weiten Teilen erfunden oder gefälscht. Personen sind erfunden, anderen Alters oder heißen anders. Die Bürgerwehr bestreitet die Behauptung, dass sie auch schießen würde.
- Das Interview Kehrt nicht auch das Böse, wenn man es lässt, eines Tages zurück? (erschienen in Ausgabe 39/2018) mit Traute Lafrenz, der letzten Überlebenden der Widerstandsgruppe Weiße Rose, enthielt Erfindungen oder Verfälschungen, wie im Dezember 2018 nachgewiesen wurde. Lafrenz hatte das Interview nicht autorisiert, was in den Vereinigten Staaten, wo sie lebt, auch nicht üblich ist,[95] was aber zu den Prinzipien des Spiegels gehört.[96] Lafrenz gab später an, nicht, wie ihr in dem Interview von Relotius in den Mund gelegt wurde, aktuelle Bilder von Deutschen bei den Ausschreitungen in Chemnitz gesehen zu haben, dies sei eine Erfindung.[97]
- Zur Titelgeschichte Deutsch auf Bewährung (erschienen in Ausgabe 31/2018) lieferte Relotius drei Interviews. Alle drei wurden autorisiert und enthielten keine Verfälschungen.
- Im Artikel Sorry (erschienen in Ausgabe 28/2018) hat Relotius lediglich Material von Kollegen zusammengefasst und wird daher als Mitautor genannt. Es konnten keine Verfälschungen festgestellt werden.
- In der Reportage Ein Kinderspiel (erschienen in Ausgabe 26/2018) erzählt Relotius die Geschichte eines 13-jährigen Syrers im dortigen Bürgerkrieg. Relotius erzählt, über das Handy mit dem Jungen Kontakt gehabt zu haben. Zwar existiert der Junge, doch sind zahlreiche Details über die Form des Kontakts und die Biographie des Jungen falsch.
- Der Artikel Todesengel (erschienen in Ausgabe 50/2017) über eine US-Amerikanerin, die einen Bekannten über Textnachrichten in den Suizid getrieben haben soll, enthält Fälschungen. Während der Fall an sich real ist und umfänglich in anderen Medien beschrieben wurde, hat Relotius kein Interview mit den Eltern der Frau geführt, und auch eine Darstellung über einen Aufenthalt der Frau in einer psychiatrischen Klinik enthält Fehler.
- Der Text Der Mann von Zimmer 402 (erschienen in Ausgabe 49/2017) über den Anschlag auf den Mannschaftsbus von Borussia Dortmund wurde von Relotius und sechs anderen Redakteuren geschrieben. Fälschungen wurden nicht gefunden.
- Der Artikel Touchdown (erschienen in Ausgabe 44/2017) über Colin Kaepernick ist überwiegend gefälscht. Er hat dessen Eltern nie interviewt.[10] Auch sonst finden sich einige Fehler.[98]
- Die Geschichte Home-Run (erschienen in Ausgabe 34/2017) über einen Baseball-Fan, der die Asche seines verstorbenen Freundes in Stadiontoiletten heruntergespült hatte, ist im Kern korrekt, wurde von Relotius aber um unzutreffende Details erweitert. Dazu gehören ein erfundener Spitzname und falsche Angaben zu den Angehörigen des Verstorbenen. Auch der Protagonist und dessen Wirken wird in einigen Punkten falsch dargestellt, wie dieser auf Nachfrage darlegte.
- Im Artikel In einer kleinen Stadt (erschienen in Ausgabe 13/2017 Ende März 2017) behauptet Relotius unter anderem, neben dem Ortsschild der amerikanischen Kleinstadt Fergus Falls stünde ein Schild mit der Aufschrift „Mexicans Keep Out“ – „Mexikaner, bleibt weg“, und Schulkinder würden Donald Trump als Vorbild malen.[10] Einwohner widerlegten diese und eine Reihe weiterer nicht zutreffender Darstellungen.[99] Der Artikel wurde von Spiegel Online am 23. Dezember 2018 als erster der erfundenen Texte gelöscht, zugleich erschien der Beitrag In einer fantastischen Stadt von Christoph Scheuermann, der feststellte: „Man trifft Menschen, die Relotius’ Figuren ähneln, aber sich immer weiter von ihnen entfernen, je länger man mit ihnen spricht.“[100][101]
- Zum Titelthema Wütender weißer Mann (erschienen in Ausgabe 46/2016) über Reaktionen zu Donald Trumps Wahlsieg lieferte Relotius einen Artikel über Gespräche in einer Kneipe in Dortmund. Die überprüfbaren Fakten aus dem Artikel sind korrekt, aber ob die Gespräche tatsächlich stattgefunden haben, ist nicht nachvollziehbar.
- Der Artikel Königskinder (erschienen in Ausgabe 28/2016, 9. Juli 2016) über ein syrisches Geschwisterpaar im Alter von 12 und 13 Jahren enthält Fälschungen. Die Existenz eines der beiden Kinder kann nicht nachgewiesen werden. Das andere Kind wird mit falschen biographischen Details beschrieben. Relotius sammelte Spenden für die Kinder ein (siehe Abschnitt zu dem Umgang mit Spenden).
- Die Reportage Nummer 440 (erschienen in Ausgabe 15/2016) über einen jemenitischen Gefangenen in Guantanamo, der jahrelang ohne Anklage festgehalten wurde, sich aber aus Angst vor der Fremde gegen die Entlassung in ein osteuropäisches Land entschied, ist in weiten Teilen erfunden, wie Relotius im Dezember 2018 einräumte.
- Für das Titelthema Die verstörte Nation (erschienen in Ausgabe 51/2015) über die Reaktionen der Deutschen auf die Ankunft der Flüchtlinge verfassten verschiedene Spiegel-Autoren 19 kurze Stücke, von denen Relotius drei schrieb. Weil die Namen geändert wurden, lässt sich bei zwei von diesen Stücken nicht überprüfen, ob es Fälschungen gibt. Bei dem dritten, das aus Sumte berichtet, stimmen zwar einige Fakten, aber der Protagonist weist bestimmte Behauptungen im Text als falsch zurück.
- Der Artikel Weltklasse mit Herz (erschienen in Ausgabe 40/2015) enthält einige von Relotius gelieferte Passagen. Bis auf eine konnten alle verifiziert werden. Verfälschungen waren nicht nachzuweisen.
- Der Artikel Homestory: Jedi-Radler (erschienen in Ausgabe 19/2015) erzählt über die Erlebnisse des Autors beim Fahrradkauf und den Recherchen in der Fahrradenthusiastenszene. Es sind kleine Faktenfehler enthalten, die aber eher auf den in diesem Bereich noch lernenden Autor zurückzuführen sind.
- Der Artikel Wenn Mörder zu Pflegern werden (erschienen auf Spiegel Online am 19. April 2014) ist eine verkürzte Fassung eines beim Schweizer Magazin Reportagen erschienenen Textes. Für den Bericht über Häftlinge in einem US-amerikanischen Gefängnis, die andere Häftlinge pflegen, war Relotius vor Ort und interviewte wohl auch Häftlinge. Nur kleine Fehler konnten gefunden werden, aber bestimmte Angaben waren nicht zu überprüfen, da die Personendaten der Häftlinge nicht zugänglich sind.
- Spiegel Online bot Relotius ein Interview mit der Schauspielerin Julie Delpy zu ihrem Film Before Midnight unter dem Titel Die Männer sind schuld an, das am 4. Juni 2013 erschien. Es gibt einige Widersprüche zu anderen Interviews mit Delpy aus dieser Zeit, aber keine auffälligen Unplausibilitäten.
- Das am 29. November 2011 auf Spiegel Online veröffentlichte Interview mit dem US-amerikanischen Wirtschaftsforscher Daniel Hamermesh unter dem Titel Schönheit zahlt sich buchstäblich aus wurde von diesem verifiziert.
- Auf Spiegel Online erschien am 14. November 2011 der Bericht Wer bloggt, dem droht der Tod über den mexikanischen Drogenkrieg. Die Aussagen erscheinen plausibel, aber nur wenige Quellen lassen sich überprüfen.
- Zu dem Artikel Endreinigung (erschienen in Ausgabe 18/2018) über einen Kanadier, der sich 17 Jahre nach seinem Aufenthalt bei einem Hotel entschuldigt hat, weil er dort eine Sauerei hinterlassen hatte, gab Relotius im Dezember 2018 an, dass er nicht mit dem Protagonisten gesprochen hatte. Dieser bestätigte auf Nachfrage, dass er keine Anfrage vom Spiegel erhalten habe. Er habe alle Anfragen bis auf eine von CBC News abgelehnt. Da außer einem Facebook-Eintrag des Protagonisten und dem Radiointerview mit CBC keine Quellen vorlagen, lässt sich nachvollziehen, dass einige Passagen erfunden sind.
- Im Artikel Löwenjungen (erschienen im Spiegel vom 18. Februar 2017) erfand er anscheinend Gespräche eines Arztes und eines Jungen in einem kurdischen Hochsicherheitsgefängnis.[10][102]
- Die Reportage Die letzte Zeugin (erschienen am 3. März 2018) über eine Frau, die durch die USA reist und als Zeugin von Hinrichtungen auftritt, ist komplett fiktiv.[10][102][103]

### NZZ Folio
Das NZZ Folio, in dem Relotius zwei Interviews in der Reihe Beim Coiffeur veröffentlicht hatte, beendete die Zusammenarbeit nach eigenen Angaben bereits 2014, nachdem eine Leserin auf Unstimmigkeiten im zweiten Text von Relotius hingewiesen hatte. Das erste Interview war der Zeitung von Relotius angeboten worden und wurde mit einem kolumbianischen Frisör geführt. Nachdem es gedruckt worden war, sagte Relotius, er könne während einer Reise nach Finnland ein weiteres Interview für die Coiffeur-Reihe führen.

### Weltwoche
In der Schweizer Weltwoche erschienen eine Reportage, zwei Nachrufe und 25 Interviews von Relotius. Die Reportage handelte von einem demokratisch geprägten Dorf im US-Bundesstaat Ohio, das sich von Obama abwendet. Es wird bezweifelt, dass Relotius jemals Beallsville besucht hat und die Hauptfiguren überhaupt existieren. Weltwoche-Herausgeber Roger Köppel versprach eine Prüfung der Vorfälle, erklärte aber, dass die von Relotius geführten Interviews „zu 100 Prozent“ autorisiert gewesen seien. Der Schriftsteller Leon de Winter erinnerte sich an einen „gut vorbereiteten Interviewer“, Relotius habe „erstklassige Arbeit“ geleistet. Auch der Schriftsteller T.C. Boyle erinnerte sich an lange Gespräche in seinem Haus in Santa Barbara. Der Regisseur Quentin Tarantino und der syrische Dichter Adonis bestätigten Interviews ebenfalls im Wortlaut.

### SZ-Magazin
Das Süddeutsche Zeitung Magazin veröffentlichte im Jahr 2015 zwei Interviews von Relotius, zu denen nach Bekanntwerden des Skandals festgestellt wurde, sie „weisen Fehler auf und verstoßen gegen journalistische Standards“. Sie wurden von der Magazin-Website entfernt.

### Frankfurter Allgemeine Sonntagszeitung
Die Redaktion der FAS hat drei von ihr publizierte Relotius-Texte überprüft: Ein Bericht von 2011 über Blogger, die von mexikanischen Drogenkartellen bedroht werden, konnte nicht mehr in Zitaten verifiziert werden; Betreiber des Blogs Borderland Beat gehen aber davon aus, dass Relotius ein Interview mit einem der Blogger geführt habe. Ein Interview von 2013 mit dem ehemaligen nordkoreanischen Lagerhäftling und Menschenrechtsaktivisten Shin Dong-Hyuk konnte nicht überprüft werden, da dieser auf Nachfrage der FAS nicht reagierte. Laut FAS sei es aber fraglich, ob Relotius ihn getroffen hat, denn wesentliche Teile des Gesprächs stehen wörtlich oder sinngemäß in einem Buch, das schon 2012 in den USA erschienen war und die Lebensgeschichte des Nordkoreaners erzählt. Der von ihm im selben Jahr angeblich interviewte ehemalige Gefängniswärter von Nelson Mandela, Christo Brand, gab auf Nachfrage an, er könne sich nicht an das Gespräch erinnern, er habe sehr viele Journalisten zu dieser Zeit getroffen. Auch ein Foto von Relotius erkannte er nicht wieder. Die Redaktion übersetzte das Interview ins Englische und bat Brand, es zu überprüfen. Dieser schrieb der FAS: „einige Teile des Interviews sind nicht meine Worte“. Zum Beispiel würde er niemals sagen, dass auf Mandelas Hemd eine Gefangenennummer gewesen sei, denn das habe er nie gesehen. „Ich hätte auch nicht gesagt, dass Mandela mich auf Afrikaans begrüßte. Der erste Gefangene, der mit mir Afrikaans sprach, als ich in Sektion B begann, war Andrew Mlangeni.“ Laut FAS hat sich Relotius möglicherweise bei anderen Interviews bedient; sollte er mit Brand gesprochen haben, wären zumindest Teile des Gesprächs gefälscht. Einen solchen Fall gab es beim Spiegel.

### Arbeit für die Heinz-Kühn-Stiftung
Relotius war Anfang 2013 als Stipendiat der Heinz-Kühn-Stiftung des Landes Nordrhein-Westfalen in Kuba. In seinem von der Stiftung veröffentlichten Abschlussbericht ging es um den angeblich ersten Steuerberater im kommunistischen Kuba. In dem Text wurden später Fehler und Widersprüche gefunden, zum Beispiel wechselnde Vornamen und Nachnamen des Steuerberaters. Ein weiterer Bericht zu dem Thema, den Relotius im September 2013 in der Zeitschrift Cicero veröffentlichte, fiel seinem späteren Spiegel-Kollegen Juan Moreno auf, dem es unglaubhaft erschien, dass angeblich Schuhputzer in Kuba Schlange standen, um die Dienste eines Steuerberaters in Anspruch zu nehmen. Moreno widersetzte sich zur Verwunderung seiner Vorgesetzten beim Spiegel einer Zusammenarbeit mit Relotius und deckte schließlich dessen Fehlverhalten auf.

## Umgang mit Spendengeldern
Am 22. Dezember 2018 berichtete der Spiegel, dass Claas Relotius möglicherweise auch Spendengelder veruntreut habe. So sollte Relotius Lesern des Magazins, die ihn mit Spendenabsichten kontaktierten, angeboten haben, für Waisenkinder in der Türkei zu spenden, und hierfür seine privaten Kontodaten übersendet haben. Anlass war sein im Spiegel erschienener Artikel Königskinder, der sich mit zwei angeblichen syrischen Waisenkindern befasst, die in der Türkei auf der Straße leben sollen. Auch dieser Artikel ist von Erfindungen betroffen. Der Spiegel kündigte eine Strafanzeige wegen mutmaßlich veruntreuter Spendengelder an. Am 27. Dezember 2018 gab eine Anwaltskanzlei in Relotius’ Namen an, dass dessen Ressortleiter über den gesamten Vorgang informiert gewesen sei, und dass Relotius im Oktober 2016 die bis dahin auf seinem Konto eingegangenen Spenden in Höhe von mehr als 7000 Euro aus privaten Mitteln auf 9000 Euro aufgestockt und anschließend für ein Projekt zur Unterstützung von kriegsgeflüchteten Kindern im Irak an die Diakonie Katastrophenhilfe weitergeleitet habe. Die Organisation bestätigte, 2016 einen Betrag in Höhe von 9000 Euro von Relotius erhalten zu haben. Zudem schrieb die Anwaltskanzlei in der Pressemitteilung, Relotius werde allen Spendern ihr Geld vollständig zurückerstatten.

## Auszeichnungen
In den Jahren 2012 bis 2018 erhielt Relotius insgesamt 19 Auszeichnungen im Journalismus, darunter den Österreichischen Zeitschriftenpreis, den Katholischen Medienpreis, den Peter-Scholl-Latour-Preis sowie viermal den Deutschen Reporterpreis (letzteres war zuvor niemandem gelungen) –  dreimal davon für die beste Reportage des Jahres. 2014 zeichnete ihn CNN als Journalist of the Year aus. In der Laudatio hieß es, er erzähle auf „poetische Weise“ von gesellschaftlichen Problemen, es gelinge ihm, „im Kopf des Lesers Bilder zu erzeugen, die wie ein Film ablaufen“. 2017 wurden  seine Reportagen über einen Jemeniten im US-amerikanischen Guantanamo-Gefängnis und über zwei syrische Flüchtlingskinder mit dem Liberty Award und mit dem European Press Prize ausgezeichnet.
Am 19. Dezember 2018, nur Stunden nach Bekanntwerden der Manipulationen, wurde Relotius der Peter-Scholl-Latour-Preis aberkannt. Am 20. Dezember gab er seine vier Auszeichnungen mit dem Deutschen Reporterpreis zurück. Am selben Tag erkannte ihm CNN International sämtliche Auszeichnungen ab. Am 28. Dezember erkannte die Deutsche Bischofskonferenz Relotius den Katholischen Medienpreis ab, das Preisgeld in Höhe von 5000 Euro forderte sie zurück. Im Januar 2019 kündigte Relotius an, wie sein Anwalt erklärte, „unabhängig von der Authentizität der zugrundeliegenden Berichte“ sämtliche Journalistenpreise zurückgeben zu wollen. Die in einigen Fällen damit verbundenen Preisgelder wolle er den Stiftern erstatten. Dies bezog sich auch auf ein Stipendium der Heinz-Kühn-Stiftung für eine Recherche in Kuba.

## Manipulationsversuche im Wikipedia-Artikel
2019 wurde mehrfach versucht, den deutschsprachigen Wikipedia-Artikel über Claas Relotius, der erst nach den Manipulationsvorwürfen im Dezember 2018 erstellt worden war, zu seinen Gunsten zu manipulieren und schönzufärben. Die Manipulationsversuche wurden von mehreren neu angelegten Sockenpuppen ausgeführt.

### Sachbuch
- Juan Moreno: Tausend Zeilen Lüge. Das System Relotius und der deutsche Journalismus. Rowohlt, Berlin 2019, ISBN 978-3-7371-0086-1.

### Forschung
- Samuli Björninen: The rhetoric of factuality in narrative: Appeals to authority in Claas Relotius’s feature journalism. In: Narrative Inquiry. Band 29, Nr. 2, 16. Oktober 2019, ISSN 1387-6740, S. 352–370, doi:10.1075/ni.19024.bjo (jbe-platform.com [abgerufen am 26. September 2022]).
- Valerie Nowak, Klaus-Dieter Altmeppen: Verantwortung erfolgreich delegiert. Der Fall Relotius aus verantwortungsethischer Sicht. In: Communicatio Socialis (ComSoc). Band 53, Nr. 3, 16. September 2020, ISSN 0010-3497, S. 370–387, doi:10.5771/0010-3497-2020-3-370 (nomos-elibrary.de [abgerufen am 26. September 2022]).
- Christian Schicha, Ingrid Stapf, Saskia Sell: Medien und Wahrheit: Medienethische Perspektiven auf Desinformation, Lügen und „Fake News“. Nomos Verlag, 2021, ISBN 978-3-7489-2319-0.

## Film
- Tausend Zeilen. Spielfilm, 93 Minuten, Deutschland 2022. Regie: Michael Herbig. Drehbuch: Hermann Florin.
- Erfundene Wahrheit, Dokumentation, 93 Minuten, Deutschland 2023. Regie: Daniel Sager.